# Kenneth J. Gergen
Kenneth J. Gergen (nacido en 1935) es un psicólogo estadounidense y profesor en Swarthmore College. Obtuvo su grado en Administración de Empresas en la Universidad de Yale en 1957 y su Ph.D. en la Universidad de Duke en el año 1962.

## Biografía
Hijo  de John J. Gergen, presidente del Departamento de Matemática de La Universidad de Duke, Gergen se crio en Durham, Carolina del Norte. Tenía tres hermanos, uno de los cuales es David Gergen, el prominente analista político. Después de completar la enseñanza pública, asistió a La Universidad de Yale. Se graduó en 1957, posteriormente pasó a ser un oficial de la Marina de los EE. UU. Luego regresó a la escuela de posgrado en la Universidad de Duke, donde recibió su doctorado en psicología en 1963. Su director de tesis fue Edward E. Jones. Gergen se convirtió en profesor asistente en el Departamento de Relaciones Sociales de la Universidad de Harvard, donde también se convirtió en el Presidente de la Junta de Tutores y Asesores para el departamento y representativo en el  Consejo de Política Educativa de la universidad. Durante su estancia en Harvard, Gergen sirvió en equipos de revisión de la Fundación Nacional de Ciencias y el Instituto Nacional de Salud Mental. También colaboró con Raymond Bauer en la Escuela de comercio de Harvard. Desempeñó como consultor. 

En 1967 Gergen tomó una posición como Presidente del Departamento de Psicología de Swarthmore College, cargo que ocupó durante diez años. En varios intervalos desempeñó como profesor visitante en la Universidad de Heidelberg, la Universidad de Marburg, La Sorbona, la Universidad de Roma, la Universidad de Kioto, y la Universidad Adolfo Ibáñez. En Swarthmore encabezó el desarrollo de la concentración académica en Teoría de Interpretación. En un intento de vincular su trabajo académico con las prácticas sociales, colaboró con algunos compañeros para crear el Instituto Taos en 1996. Actualmente es Profesor Senior de Investigación en el Swarthmore, Presidente de la Junta Directiva del Instituto Taos, y profesor adjunto en la Universidad de Tilburg.

Gergen está casado con Mary M. Gergen, Profesora emérita de Penn State University, y una contribuyente importante a la psicología feminista y representante en investigación. Es autora de más de 50 artículos y es coautora (con Ken Gergen) de "construcción social". A menudo colabora con su marido, juntos publicaron el Boletín de Envejecimiento Positivo con al menos 12.000 lectores. Tiene cinco hijos, Laura Houston, Stan Gergen, Antonia Gergen, Lisa Bell y Michael Gebhart.

## Principales Contribuciones
Después de completar estudios de posgrado en psicología social experimental, Gergen tuvo un gran impacto en este campo con su artículo 1973, "Psicología Social como Historia". En el artículo, sostiene que las leyes y principios de la interacción social son variables con el tiempo, y que el conocimiento científico generado por los psicólogos sociales realmente influye en los fenómenos que tiene por objeto, es decir, describir de forma pasiva. El artículo resultó polémico, recibiendo tanto críticas como el apoyo de varios psicólogos sociales.

El trabajo de Gergen está asociado con el construccionismo social. Él ha estado especialmente preocupado por fomentar "una relacional" vista del mismo, donde el “tradicional énfasis sobre la mente individual se sustituye por una preocupación por los procesos de relación de la que emerge la racionalidad y la moralidad." También es conocido por su comentario "Estoy ligado por lo tanto yo soy" como una respuesta a la posición de Descartes "pienso, luego existo". Otros intereses sobre sus diversos trabajos son: el análisis de los efectos de la tecnología en la vida social, examinando las conexiones entre la construcción social y la teología, y la promoción de un modelo más optimista del envejecimiento.

Desde el primer momento de su carrera académica, el trabajo de Gergen se caracterizó por su potencial catalítico. Como psicólogo social experimental, sus primeros estudios puso en tela de juicio la presunción de un yo unificado y coherente. A continuación planteó preguntas sobre el valor del altruismo, mediante la exploración de las formas en que conduce a los demás a ayudar, al resentimiento del destinatario y la alienación. Sin embargo, fue su papel de 1973, "Psicología social como historia", la que precipitó un cambio importante en su carrera. Allí sostuvo que la mayoría de los patrones de comportamiento que estudian los psicólogos sociales han sido históricamente perecederos. Además, debido a los valores implícitos incorporados en la teoría psicológica y la descripción, la difusión del conocimiento tenía el potencial de alterar los patrones de la actividad social. Para el estudio de la obediencia a la autoridad, por ejemplo, podría reducir la probabilidad de obediencia. En efecto, la psicología social no era fundamentalmente una ciencia acumulativa, pero fue dedicado de manera efectiva en el registro y transformación de la vida cultural. Estos argumentos crearon amplia controversia y el artículo posteriormente ganó un premio por el volumen de sus citas. También contribuye a lo que se llamó "la crisis de la psicología social" fue la publicación posterior de Gergen en la teoría generativa. Aquí se propone que, debido a supuestos teóricos no eran grabaciones tanto de la vida social como creadores, la teoría no debería ser juzgada por su precisión tanto como por su potencial para abrir nuevos espacios de acción.

Combinando estas ideas con la evolución de la teoría literaria y crítica, a lo largo de la  historia de la ciencia, Gergen pasó a desarrollar una visión radical del conocimiento construido socialmente. Esta opinión fue propuesta como sucesora de un proyecto sobre lo que Gergen considera una concepción empirista inherentemente defectuosa del conocimiento. Desde la perspectiva de Gergen, toda inteligibilidad humana (incluidas las reclamaciones al conocimiento) se genera dentro de las relaciones. Es a partir de las relaciones que los seres humanos obtienen sus concepciones de lo real, racional y bueno. Desde esta perspectiva las teorías científicas, como todas las otras propuestas  postula otra realidad, no deben ser evaluadas en términos de la Verdad, sino en términos de resultados pragmáticos. Estas valoraciones están inevitablemente ligadas a los valores, y por lo tanto toda la ciencia moral y políticamente le dará peso a esta  implicación. En su opinión, esta misma forma de evaluación también se aplica a la teoría del construccionismo social. La cuestión no es su precisión, pero si su potencial para la humanidad.

Esta última conclusión informó a la mayoría de los trabajos posteriores de Gergen. De una forma u otra, este trabajo tiene que ver con la transformación de la vida social. En su mayor parte, la dirección preferida del cambio es hacia relaciones más colaborativas y participativas. Escritos en las áreas de terapia y consejería, la educación, los cambios organizativos, la tecnología, la reducción de conflictos, la sociedad civil, y la investigación cualitativa, todos llevan esta marca. Diálogos con los profesionales también han sido facilitadas por el volumen popular de Gergen para el consumo público, El yo saturado, Y su trabajo con el Instituto Taos. La mayoría de estos acontecimientos se resumen en el Ser relacional, más allá del individuo y de la Comunidad. Sin embargo, este volumen abre nuevos territorios tanto teórica como prácticamente. Se trata de reescribir la psicología, al demostrar que lo que se consideran procesos mentales no lo son tanto "en la cabeza", como en las relaciones. También trata de responder a las acusaciones de relativismo moral con una moral no fundacional de la práctica de colaboración. Un camino también se abre para acercar a  la ciencia, junto con la preocupación por lo sagrado.

Desde el punto de vista de la comunicación, sigue el mismo camino social del resto de temas tratados en sus obras y investigaciones. Unido a la inexistencia de los conceptos de verdad y falsedad absolutas y universales, se suma el uso del lenguaje. Aunque en 1994 suavizó la argumentación hecha en 1985, sus bases son las mismas, el conocimiento se crea, se modifica y se usa en contextos sociales, por lo tanto, son esencialmente sociales. Y esto también se aplica al lenguaje y a la comunicación. Sus primera teoría sobre comunicación en 1984, sostenía, basándose en el deconstruccionismo de Jacques Derrida y el "juego de lenguaje" de Ludwig Wittgenstein, que el lenguaje no tenía significado por sí mismo, sino que "el significado de una expresión se reduce a su uso". Dando plena importancia al uso social del mismo. Debido a las críticas, en 1994 reformuló la teoría aceptando verdades y falsedades circunscritas a ámbitos muy concretos, sociedades, culturas, siempre aceptadas mediante el diálogo social.
 

Kenneth J. Gergen también diferencia claramente[¿dónde?] el Construccionismo Social del Constructivismo Social. El Constructivismo Social se basa en la vía representacionista, "crear un mundo mental y entonces teorizar su relación con el mundo exterior", mientras que el Construccionismo Social no atribuye ningún valor a la mente o el mundo. El conocimiento se construye socialmente. Marcando estas diferencias, aprovecha para posicionarse en la segunda posición.

## Conceptos notables
Efectos de ilustración: Los efectos morales y políticos sobre el comportamiento cultural de difusión del conocimiento científico. ("La psicología social como historia")

Teoría Generativa: Teoría que inquieta a las creencias comunes, y abre nuevas posibilidades o nuevas formas de acción. ("Hacia la teoría generativa")

Déficit de discurso. Al construir el mundo, y particularmente los pacientes, en términos de problemas, hay una objetivación de déficit y una supresión de posibilidades positivas. (Realidades y Relaciones)

Ciclo de enfermedad progresiva: Con la difusión de información sobre las categorías de enfermedad mental, la gente viene a verse a sí mismos en estos términos. Como resultado de ello, buscan la ayuda de los profesionales de la salud mental, que a su vez, se encuentran expandidos en números. Con la expansión de la industria de la salud mental, nuevas categorías diagnósticas serán elaboradas y difundidas. La sociedad se vuelve cada vez más enferma. (Realidades y Relaciones)

Multiphrenia: La condición, en gran parte atribuida al aumento de las tecnologías que incrementan el contacto social, de ser simultáneamente arrastrado en direcciones múltiples y contradictorias. (El yo saturado)

Pregresión: Para desestabilizar el valor modernista situado sobre el progreso, la propuesta que por cada cambio que se efectúa en la vida social, las secuelas van a desestabilizar varias condiciones que la gente define como positivas. (El yo saturado)

El envejecimiento positivo: Como alternativa a la opinión generalizada del envejecimiento como disminución (déficit del discurso), es posible descubrir y construir miles de formas para construir la vida posterior como un período de crecimiento sin precedentes y el enriquecimiento. (Boletín Envejecimiento Positivo)

La moral de primer y de segundo orden: Todas las relaciones colaborativas que serán acerca de algún conocimiento de lo bueno. Con varios grupos proclamando su propio bien, el escenario está preparado para un conflicto interminable. La moralidad de segundo orden se logra a través de prácticas que llevan a grupos, que de otro modo estarían en conflicto, a una condición de colaboración positiva. (Ser Relacional)

Diálogo transformador: Formas de la práctica dialógica que disuelven las barreras del significado para separar por lo demás las partes en conflicto. (Ser Relacional)

Co-acción. Las acciones de uno no tienen significado en sí mismas, pero llegan a tenerlo a través de las acciones colaborativas de otra persona. Al mismo tiempo, las acciones colaborativas del otro sólo llegan a ser tal hasta que se complementen. Toda inteligibilidad humana no surge de los actores individuales sino a través de la co-acción. (Ser Relacional)

Multi-ser: Lo que es comúnmente visto como el sujeto individual  es la  intersección común de múltiples relaciones. (Ser Relacional)

Inexistencia de la Verdad:  No hay nada verdadero o falso, depende del uso, contexto y persona que lo usa y persona que lo interpreta. No hay verdades o falsedades universales.

El significado de una expresión se reduce a su uso: Siguiendo a Wittgenstein, con su "juego de lenguaje", teoriza sobre el significado del lenguaje.

## Crítica de la obra de Gergen
Debido a que el trabajo de  Gergen se posicionó mucho a los desafíos planteados por la tradición, su carrera ha estado marcada por la controversia. La crítica más elocuente de su temprana tesis sobre  psicología social como historia era que bajo los cambios efímeros del comportamiento a través del tiempo, siguen existiendo los principios subyacentes de la conducta. La respuesta de Gergen a esta pregunta es que son la relación entre los cambios observables y las leyes putativas. Otros respondieron a la crítica temprana mediante el uso de métodos meta-analíticos que podrían revelar generalidades a través de múltiples estudios.

Los escritos construccionistas de Gergen también han provocado críticas de muchos sectores. Muchos científicos encontraron sus propuestas extremas, lindando con lo nihilista. Gergen responde que es lo positivo para la ciencia por sus contribuciones pragmáticas o prácticas para la sociedad, al mismo tiempo argumenta que las reclamaciones a la verdad eran hostiles para el bienestar humano. Otros criticaron al construccionismo por evitar tomar posiciones morales o políticas. Una vez más, la respuesta de Gergen fue la moral positiva y el activismo político, pero a la vez argumenta en contra de las reclamaciones a las fundaciones.

Los psicólogos han sido especialmente provocados por las opiniones de Gergen, ya que parecen socavar la presunción de la vida mental. En este sentido parece replicar la defensa equivocada de Skinner de la psicología de recuadro negro. La respuesta de Gergen ha sido de discurso psicológico positivo por su importante papel en la vida social, pero discutir sus lazos con una representación de lo real es mantener un individualismo de división. Esta respuesta también está relacionada con el  intento posterior de Gergen para generar una concepción relacional de la vida mental.

Otra crítica viene de la teoría de la inexistencia de verdad y de mentira. Defiende que la validez de un concepto, texto, o palabra no se puede definir universalmente, sino que depende de las personas involucradas, la sociedad donde se interpreta, las condiciones concretas, etc. Contrariamente a esta teoría, Gergen formula todas sus teorías, incluida esta, contradiciendo este principio. Formula sus teorías, impregnándolas de verdad universal. Formula una teoría que se tendría que aplicar a todo un mundo de significados, a la vez que dice que no se puede formular verdades universales. Por esta razón, ha sido criticado duramente.
Le llevó  en 1994 a suavizar sus planteamientos, matizando que hay verdades parciales, según convenio social. Las críticas no han cesado porque aun así se contradice. También se puede añadir a esta crítica que la concepción de verdad social es demasiado ambigua, quizás para apaciguar las críticas, para realmente considerar si se contradice o no.

### Libros
- Hacia la transformación en el conocimiento social. New York: Springer-Verlag, 1982. Segunda edición, Londres: Sage, 1994. ISBN 978-0387906737
- La psicología social histórica. Hillsdale, NJ: Erlbaum 1984, (editado por M. Gergen). ISBN 978-0898593495
- La construcción social de la persona. Nueva York: Springer-Verlag, 1985 (editado con KE Davis). ISBN 978-0387960913
- El yo saturado, los dilemas de la identidad en la vida contemporánea. Nueva York: Basic Books. 1991, 2 º. Ed. 2001. ISBN 0-465-07186-4
- Terapia como construcción social. London: Sage (1991). (Editado por S. McNamee). ISBN 978-0803983021
- Realidades y relaciones, los sondeos en la construcción social. Cambridge, Harvard University Press. 1994 ISBN 978-0674749306
- Responsabilidad relacional. Thousand Oaks, CA.: Sage. 1999 Con S. McNamee ISBN 978-0761910930
- Una invitación a la construcción social. London: Sage, 1999. 2nd ed 2009 ISBN 0-8039-8377-8
- Realidades terapéuticas, la colaboración, la opresión y de relación de flujo. Chagrin Falls, Ohio: Publicaciones del Instituto Taos. 2006 ISBN 978-0788021664
- Ser Relacional. Nueva York: Oxford University Press. 2009 ISBN 978-0195305388
- Construcción Social en el Contexto. London: Sage, 2001. ISBN 0-7619-6545-9

### Artículos
- Psicología social como historia. (1973) Diario de la Personalidad y Psicología Social, 26, 309-320.
- La experimentación en psicología social: Una nueva evaluación. (1978) Revista Europea de Psicología Social, 8, 507-527.
- Hacia la teoría generativa. (1978) Diario de la Personalidad y Psicología Social, 36, 1344-1360.
- El movimiento del construccionismo social en la psicología moderna. (1985) American Psychologist, 40, 266-275. 1985
- La ciencia de organización en un contexto posmoderno. (1997) Revista de Ciencias Aplicadas del Comportamiento, 32, 356-377. Con Thatchenkery T..
- Psicología en un contexto posmoderno. (2001) American Psychologist, 56, 803-813.
- El relativismo, la religión y ser relacional. (2007) Edición especial, "una dictadura del relativismo". Común de Conocimientos, 13:2-3, pgs. 362-378.

## Algunos premios
Gergen ha recibido subvenciones de investigación de la Fundación Nacional de Ciencias, la Deutsche Forschungsgemeinschaft, y la Fundación Barra. Su obra ha merecido premios de la Asociación Americana de Psicología, la Asociación Nacional de Comunicación, la Red de Psicología Constructivista, la Universidad de Buenos Aires, y la Universidad Ibáñez en Santiago. Ha recibido becas de la Guggenheim Foundation, la Fulbright Foundation y la Fundación Alejandro Humboldt. También ostenta grados honoríficos de la Universidad de Tilburg, Saybrook Graduate School, y la Universidad de Atenas.

## Otras referencias
- Gergen, K. (1993). Reconfigurando Auto y Psicología: Kenneth J. Gergen, New Hampshire: Dartmouth Publishing
- Stroebe, W. y Kruglanski, A.W. (1989). La psicología social en el epistemológico encrucijada: En la elección de Gergen. Revista Europea de Psicología Social, 19, 485-489
- Wallach, L. y Wallach, M.A. (1994). Gergen frente a la integración de la: ¿Son las hipótesis en la psicología social sujeta a la prueba empírica? Diario de la Personalidad y Psicología Social, 67, 233-242
- Maze, J.R. (2001). Construccionismo social, Deconstruccionismo y algunos requerimientos del Discurso, Theory Psychology, 11, 393

- Datos: Q1640277